# 김사라 (작가)
김사라는 한국의 웹드라마 작가이다. 

## 주요 작품
- 네이버TV, 콬TV 《사당보다 먼 의정부보다 가까운 시즌 1》 (2016년)
- 네이버TV, 콬TV 《주정뱅이》 (2016년)
- 네이버TV, 콬TV 《오피스워치 시즌 1》 (2017년)
- 네이버TV, 콬TV 《소능력자》 (2017년)
- 네이버TV, 콬TV 《사당보다 먼 의정부보다 가까운 시즌 2》 (2017년)
- 네이버TV, 콬TV 《오늘도 형제는 평화롭다》 (2017년)
- 네이버TV, 콬TV 《오피스워치 시즌 2》 (2017년)
- V LIVE, 네이버TV, 플레이리스트  《에이틴 시즌1》 (2018년)
- V LIVE, 네이버TV, 플레이리스트  《에이틴 시즌2》 (2019년)